# Prima guerra mitridatica
Per prima guerra mitridatica si intende la prima delle tre fasi delle guerre mitridatiche che furono combattute dalla Repubblica romana contro il regno del Ponto tra l'89/88 e l'85 a.C. Per l'importanza del sovrano che le condusse contro Roma e la loro difficoltà, presero il loro nome da Mitridate VI, come in passato era capitato soltanto ad Annibale con la seconda guerra punica, conosciuta all'epoca anche come "guerra annibalica".

## Contesto storico
Appena salito al trono del regno del Ponto nel 111 a.C., Mitridate VI mise in atto subito (fin dal 110 a.C.) una politica espansionistica nell'area del Mar Nero, conquistando tutte le regioni da Sinope alle foci del Danubio, compresa la Colchide, il Chersoneso Taurico e la Cimmeria (attuale Crimea), e poi sottomettendo le vicine popolazioni scitiche e dei sarmati Roxolani. In seguito, il giovane re volse il suo interesse verso la penisola anatolica, dove la potenza romana era, però, in costante crescita. Sapeva che uno scontro con quest'ultima sarebbe risultato mortale per una delle due parti.
Alleatosi nel 104 a.C. con il re di Bitinia Nicomede III, partecipò alla spartizione della Paflagonia (regione che si trovava tra i due regni), ma pochi anni più tardi, le crescenti mire espansionistiche portarono Mitridate a scontrarsi con il nuovo alleato per il controllo del regno di Cappadocia (100 a.C. circa). Mitridate, sebbene fosse riuscito a sconfiggere Nicomede in alcune battaglie, costrinse il sovrano del Regno di Bitinia a richiedere l'intervento dell'alleato romano, in almeno tre circostanze: 
1. la prima volta nel 98 a.C., sotto l'alta guida di Gaio Mario, vincitore dei Cimbri e dei Teutoni;[25]
2. la seconda volta nel 96 a.C., quando una missione del princeps del Senato, guidata da Marco Emilio Scauro nel 96 a.C. stesso, intimò al sovrano pontico di togliere l'assedio a Nicomedia e ritirarsi dalla Paflagonia e dalla Cappadocia, lasciando che quest'ultima regione potesse scegliersi un re senza l'interferenza di Mitridate;[25][26][27]
3. la terza nel 92 a.C., quando ad intervenire fu il pretore della Cilicia, Lucio Cornelio Silla, con il compito sia di porre sul trono di Cappadocia il nuovo sovrano Ariobarzane I (che era stato nuovamente cacciato),[28] sia di contenere l'espansionismo di Mitridate VI e del suo alleato Tigrane II d'Armenia (quest'ultimo sconfitto e costretto a ritirarsi ad est dell'Eufrate), venendo in contatto per la prima volta con un satrapo del re dei Parti (probabilmente nei pressi di Melitene).[25][29][30]

Contemporaneamente, sul "fronte" romano, il malcontento dei popoli italici aveva portato ad una loro sollevazione generale nel 91 a.C., degenerata in guerra aperta al potere centrale romano (dal 91 all'88 a.C.). Già dal tempo dei Gracchi, gli Italici avevano avanzato proposte d'estensione del diritto di cittadinanza anche a loro, fino ad allora federati, ma senza successo. La situazione si avviò al punto di rottura quando, nel 95 a.C., Lucio Licinio Crasso e Quinto Muzio Scevola proposero una legge che istituiva un tribunale giudicante per chi avesse ottenuto la cittadinanza romana in modo abusivo (Lex Licinia Mucia). Questa legge non fece altro che accrescere il malcontento soprattutto verso i ceti italici più abbienti, che miravano alla partecipazione diretta del governo repubblicano.
Fu così che Marco Livio Druso si schierò a favore della causa italica avanzando proposte di legge che ne estendessero la cittadinanza, ma la proposta, poco gradita sia ai senatori che agli equiti, trovò nel console Lucio Marcio Filippo, il più tenace oppositore, il quale la fece dichiarare illegale, tanto da non essere neppure votata. Nel novembre del 91 a.C., alcuni seguaci estremisti di Marcio Filippo mandarono un sicario ad assassinare Druso. Questa fu la scintilla che degenerò in "guerra civile". In un clima tanto avvelenato a Roma, Mitridate non poté che approfittarne, pronto ad intervenire sul fronte orientale, lontano dai torbidi dell'Urbs, tanto più che le armate romane erano per la maggior parte concentrate in Italia, impegnate a sopprimere, a fatica, la grande rivolta delle genti italiche.

### Casus belli: invasione dell'Asia e massacro di cittadini romani
I nuovi tentativi di espansionismo in Asia Minore da parte di Mitridate non poterono essere bloccati facilmente da parte della repubblica romana, come era invece accaduto nel 92 a.C., quando il sovrano pontico aveva detronizzato Ariobarzane I. Tra il 91 ed l'89 a.C., il sovrano del Ponto detronizzò a più riprese sia Nicomede IV (sostituito da Mitridate con il fratello del re di Bitinia, Socrate Cresto), sia Ariobarzane (nel 91 e nell'89 a.C., grazie all'alleato e genero armeno, Tigrane II).
Il senato romano decise così di inviare l'ennesima delegazione in Asia, sotto il comando del consolare Manio Aquilio, per ottenere la reintegrazione dei due regnanti fedeli a Roma (nel 90 a.C.). Se in un primo momento Mitridate si sottomise alle richieste romane, offrendo anche degli ausiliari per la guerra sociale, successivamente, la richiesta di Aquilio di fornire a Nicomede IV un indennizzo portò il re del Ponto a replicare di essere, egli stesso, creditore verso la repubblica romana, essendosi privato della Frigia su richiesta romana. Aquilio, irritato dal comportamento del sovrano pontico, spinse il titubante Nicomede IV ad invadere il Ponto (compiendo saccheggi fino ad Amastris). In prima istanza, Mitridate inviò un suo fedele ambasciatore ai Romani, sapendo già quali risposte avrebbe ricevuto. Ricordò loro:
(Appiano, Guerre mitridatiche, 12.)
Subito dopo che ebbe parlato Pelopida, furono gli ambasciatori di Nicomede a replicare, ricordando allo stesso, e ai Romani presenti all'incontro, che in passato era stato Mitridate a detronizzarlo, mettendo al suo posto il fratello Socrate Cresto. Aggiunsero, inoltre, che il re del Ponto stava allestendo un'immensa armata per fare la guerra non solo a Nicomede, ma all'intera Asia, domini di Roma compresi, dopo essersi procurato l'alleanza di Tigrane II d'Armenia (divenuto ora suo genero) e del re dei Parti ed aver richiesto le alleanze dei Tolomei d'Egitto e dei Seleucidi di Siria. I Romani, dopo aver preso atto dei grandiosi preparativi di guerra di Mitridate, gli intimarono di non attaccare nuovamente l'alleato Nicomede, poiché ciò avrebbe significato una dichiarazione di guerra a Roma stessa.
Mitridate, tutt'altro che sorpreso dalle risposte fornitogli, decise di proseguire nella sua sfida alla repubblica romana, insediando in Cappadocia suo figlio Ariarate IX ai danni del re filoromano, Ariobarzane I (nell'89 a.C.), cacciandolo dal regno per la terza volta. L'ira dei Romani per l'insolenza del re del Ponto aveva ormai raggiunto il culmine. La guerra sembrava ormai inevitabile.
Del resto Floro sintetizza i motivi che portarono alla guerra come segue:
(Floro, Compendio di Tito Livio, I, 40.3-4.)

## Forze in campo

### Romani e loroalleati
Le armate romane messe inizialmente in campo allo scoppio della prima guerra mitridatica (89 a.C.) erano tutto fuorché esigue: erano per lo più formate da contingenti ausiliari delle due province romane d'Asia e Cilicia, della Frigia, della Paflagonia e della Galazia, unitamente a quelle dei regni "clienti" di Bitinia e Cappadocia. Ecco come descrive Appiano di Alessandria l'esercito romano:
(Appiano, Guerre mitridatiche, 17.)
L'esercito condotto da Lucio Cornelio Silla nell'87 a.C., invece, ammontava a 5 legioni, composte da circa 4000 armati ciascuna.

### Pontici e loroalleati
L'armata del re del Ponto sembra che fosse gigantesca, composta da circa 300000 armati. Tra le sue file vi erano opliti greci, cavalieri armeni, Sciti, Traci, Bastarni e Sarmati delle steppe meridionali, a nord del Caucaso e della Crimea. È ancora una volta Appiano di Alessandria a descriverci l'armata mitridatica:
(Appiano, Guerre mitridatiche, 17.)
Nell'86 a.C. Plutarco narra di una forza proveniente dalla Macedonia di circa 100000 fanti e 10000 cavalieri (oltre a 90 carri con falci), sotto la guida di un certo Tassile, a cui si unì Archelao, dopo la sconfitta subita nell'assedio di Atene.

## Fasi della guerra

### Fine dell'89 a.C.

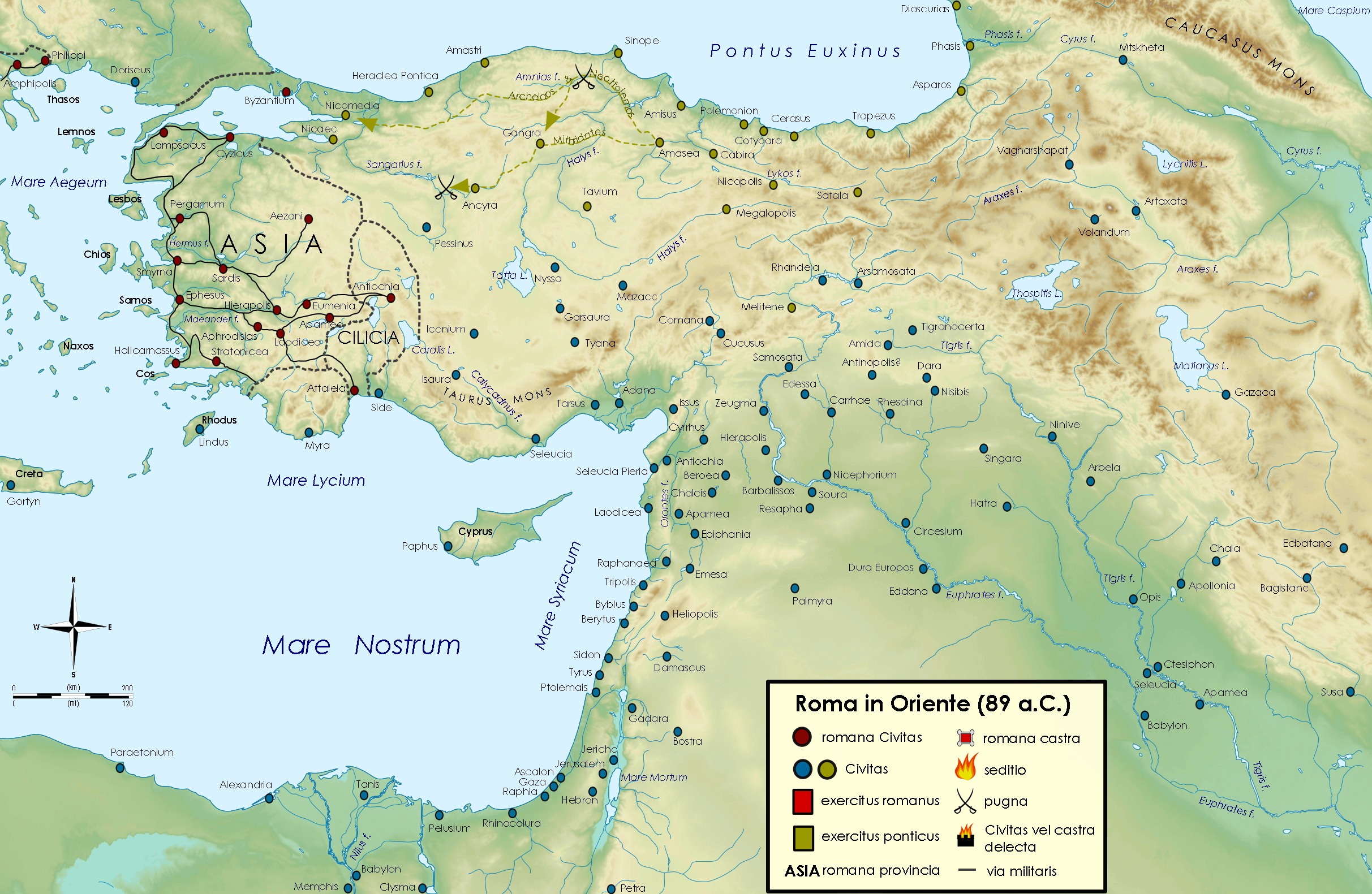
Il primo anno di guerra (89 a.C.) con l'avanzata delle truppe mitridatiche (fino ad occupare l'intero regno di Bitinia) e le sconfitte dell'alleanza romana: la prima presso il fiume Amnia, la seconda a Protophachium.

La successiva mossa di Mitridate fu quella di dividere l'esercito in due compagini:
1. la prima invase la Frigia, passando da Amasia, diretta contro le armate bitine del re Nicomede IV;
2. la seconda diretta contro le truppe romane provinciali dei proconsoli d'Asia e Cilicia.

Il primo scontro vide impegnati da una parte Nicomede IV, l'alleato dei Romani, dall'altra i generali di Mitridate, Neottolemo e Archelao. Si svolse nei pressi del fiume Amnias, affluente del Halys. Le forze di Mitridate, seppure in inferiorità numerica ebbero la meglio, grazie soprattutto all'utilizzo di carri falcati, che i Bitini mai prima di allora avevano affrontato. L'esercito di Nicomede, terrorizzato dalla carneficina che questi carri riuscivano a fare, si diede alla fuga, lasciando così ai generali di Mitridate la vittoria e molti prigionieri.
Questo primo scontro allarmò non poco i generali romani, per come Mitridate aveva iniziato così rapidamente la guerra, senza che avesse deliberato l'inizio delle ostilità con atto pubblico. Il timore si manifestava anche nel fatto che, un numero limitato di soldati pontici era riuscito a battere l'esercito bitino di molto superiore in numero, peraltro da una posizione certamente non proprio favorevole, grazie al valore dei loro generali ed alla preparazione tattica delle loro truppe.
Frattanto Nicomede aveva raggiunto Manio Aquilio e si era accampato con le truppe rimaste, a fianco di quelle provinciali romane. Nello scontro successivo, che avvenne presso la fortezza di Protophachium non molto distante dal fiume Sangarius, l'esercito congiunto di Romani e Bitini risultò nuovamente sconfitto e Manio Aquilio fu costretto a fuggire di notte attraverso il fiume fino a raggiungere Pergamo. Gaio Cassio Longino, Nicomede e tutti gli altri ambasciatori romani che erano con l'esercito, si rifugiarono in una località chiamata "testa del leone", una imponente roccaforte della Frigia, dove cominciarono ad addestrare e raccogliere una grande moltitudine di artigiani, contadini e nuove leve tra i Frigi, seppure fossero reclute inesperte. Visto però che risultava inutile addestrarli, abbandonarono l'idea e si ritirarono. Cassio con il suo esercito si recò ad Apamea, mentre Nicomede IV a Pergamo, e Manio si diresse verso Rodi. Quando i comandanti della flotta romana, che si trovava a guardia dell'imbocco del Mar Nero, appresero di queste iniziali sconfitte, decisero di consegnare lo stretto dei Dardanelli e tutte le navi a Mitridate, consentendo a quest'ultimo di invadere il mar Egeo e le sue isole con una sua flotta. Occupati tanto rapidamente tutti i domini di Nicomede, Mitridate cominciò a mettere ordine tra le città appena conquistate.

### 88 a.C.

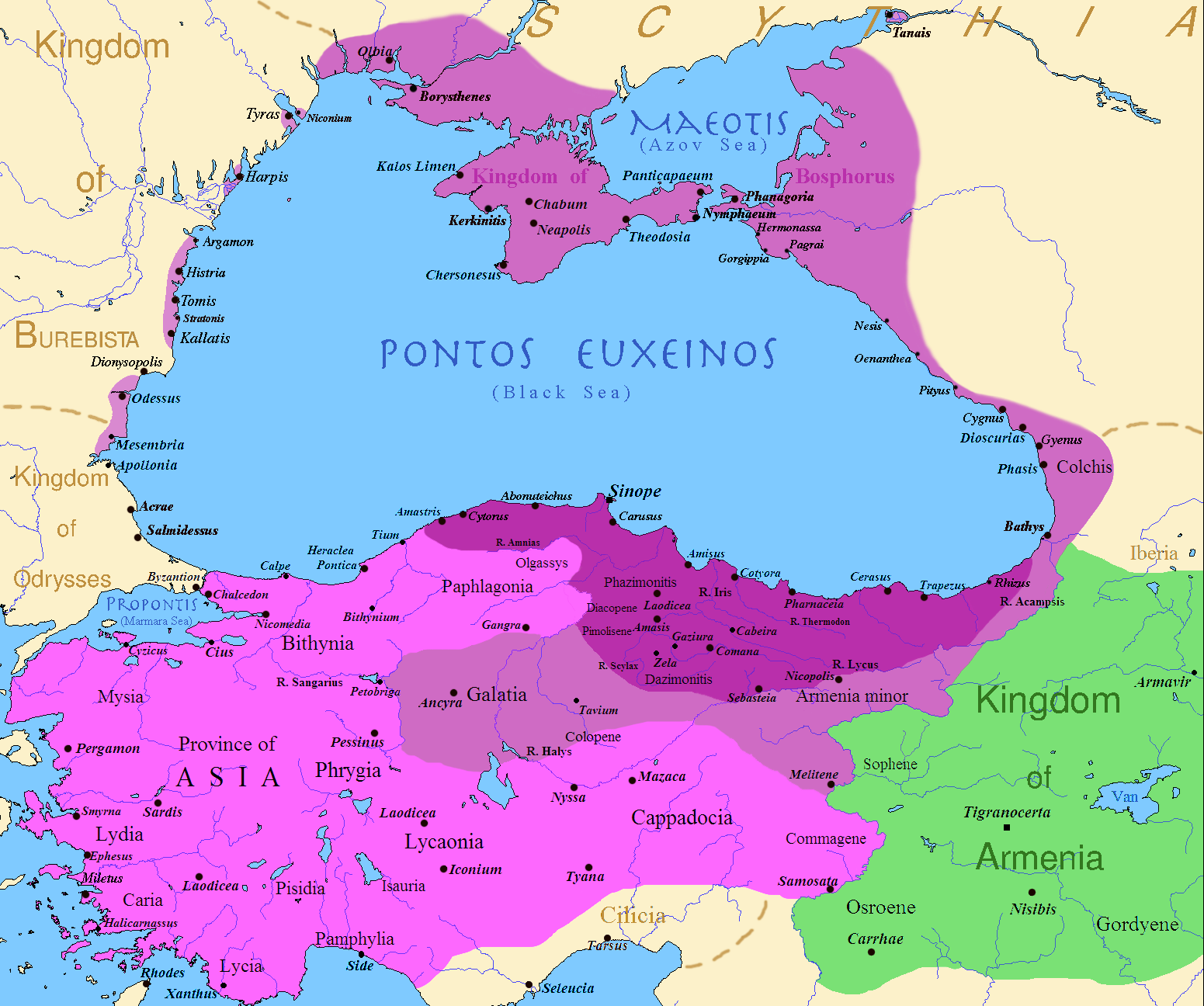
Domini di Mitridate VI nell'88 a.C., dopo aver sottratto alla Repubblica romana i territori delle province di Asia e Cilicia, oltre a quelli dei regni clienti, alleati dei Romani, di Cappadocia e Bitinia.

È forse agli inizi di quest'anno che Mitridate decise di continuare nel suo progetto di occupazione dell'intera Asia Minore, ripartendo dalla Frigia. Appiano di Alessandria racconta che il re si fermò presso una locanda, dove si diceva vi avesse soggiornato lo stesso Alessandro Magno, pensando che ciò gli avrebbe portato la stessa fortuna del re macedone. La sua avanzata proseguì, passando dalla Frigia alla Misia, e toccando quelle parti di Asia che erano state recentemente acquisite dai Romani. Poi mandò i suoi ufficiali per le province adiacenti, sottomettendo la Licia, la Panfilia, ed il resto della Ionia.
A Laodicea sul fiume Lico, dove la città stava ancora resistendo, grazie al contributo del proconsole Quinto Oppio, il quale era arrivato con la cavalleria e alcuni soldati mercenari, Mitridate fece questo annuncio sotto le mura della città:
(Appiano, Guerre mitridatiche, 20.)
Dopo questo annuncio, gli abitanti di Laodicea lasciarono liberi i mercenari, ed inviarono Oppio con i suoi littori a Mitridate. Quest'ultimo non fece alcun male al procuratore della Cilicia, ma lo sbeffeggiò davanti ai suoi sudditi, ora che aveva fatto di un generale romano, un suo prigioniero.
Non molto tempo dopo Mitridate riuscì a catturare anche Manio Aquilio, che egli riteneva il principale responsabile di questa guerra. Glielo consegnarono a tradimento, gli abitanti di Mitilene. Lo portò in giro, legato su un asino, costringendo a presentarsi al pubblico come fosse un "pazzo maniaco". Infine, a Pergamo, ora sede principale del re del Ponto, lo mise a morte, versandogli oro fuso in gola, a significare che i Romani troppo spesso facevano della corruzione e delle tangenti, la loro arma di ricatto nei confronti dei regni clienti dell'Asia Minore.
Sembra che a questo punto, la maggior parte delle città della Asia si arresero al conquistatore pontico, accogliendolo come un liberatore dalle popolazioni locali, stanche del malgoverno romano, identificato da molti nella ristretta cerchia dei pubblicani. Dopo la nomina di nuovi satrapi sulle nazioni appena conquistate, egli si diresse a Magnesia al Meandro, poi Efeso e Mitilene, le cui cittadinanze lo accolsero tutte con benevolenza. Gli abitanti di Efeso addirittura rovesciarono tutte le statue romane che erano state erette nelle loro città. Tornato nella Ionia, il sovrano pontico occupò la città di Stratonicea, infliggendole una pena pecuniaria, e ponendo nella stessa un presidio militare. Prese poi in sposa poi una certa Monima, figlia di Filopemene. Diresse poi le sue armate contro le Cicladi, i Magnesi in Lidia, i Paflagoni, i Lici e la città di Thebae in Caria, che ancora gli resistevano. Anche Rodi rimase fedele a Roma, riuscendo a respingere per lungo tempo, gli attacchi del re del Ponto, anche grazie ad aver rafforzato le loro mura, il porto, aggiungendo nuove macchine da guerra, ricevendo aiuto anche da Telmesso e dalla Licia. Inoltre tutti gli Italici scampati alla strage si rifugiarono a Rodi, tra i quali lo stesso Gaio Cassio Longino, il proconsole della provincia d'Asia.

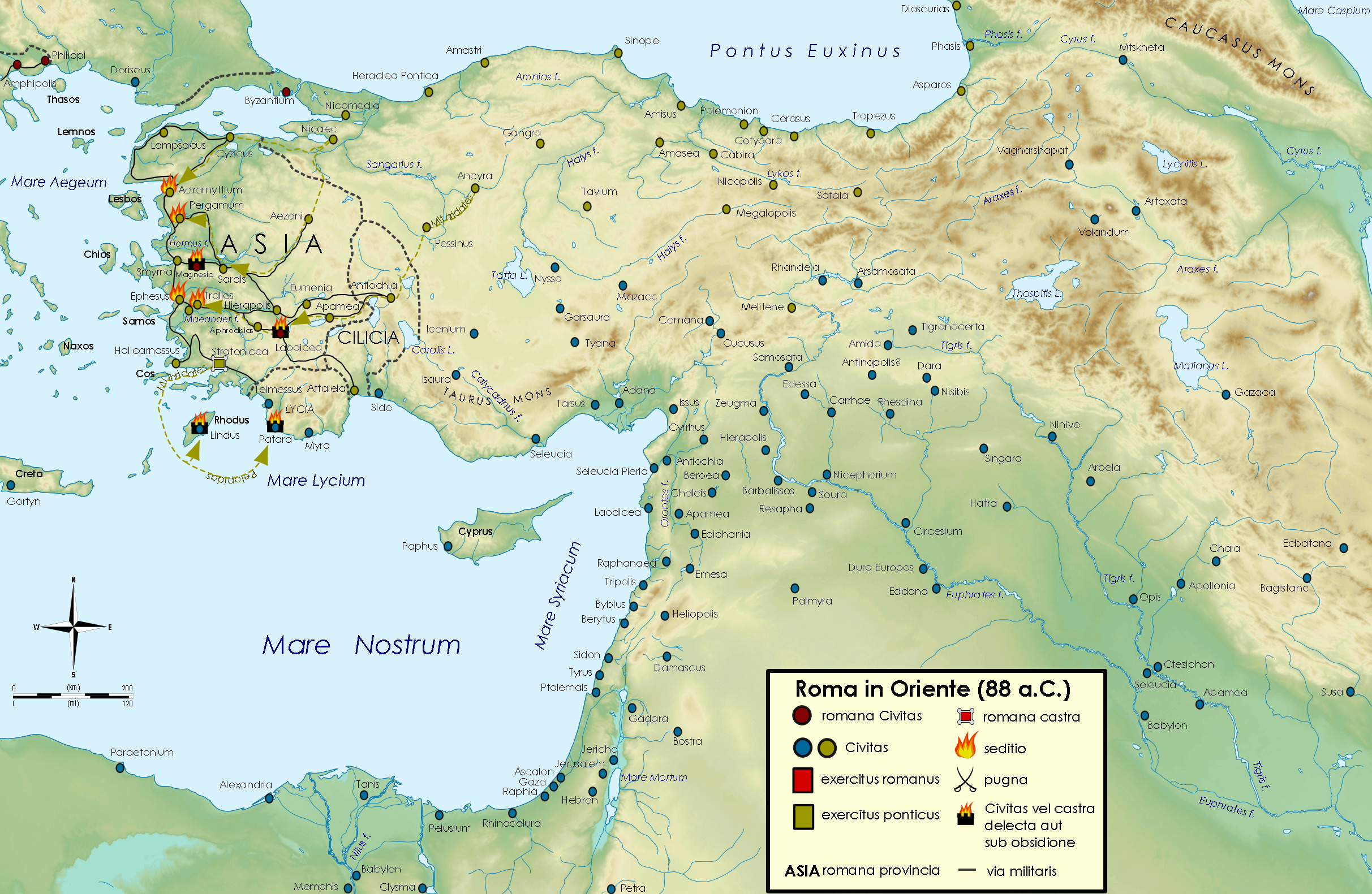
Il secondo anno di guerra (88 a.C.) vide l'occupazione totale da parte delle truppe mitridatiche delle province romane d'Asia e Cilicia.

Non appena queste notizie giunsero a Roma, il Senato emise una solenne dichiarazione di guerra contro il re del Ponto, seppure nell'Urbe vi fossero gravi dissensi tra le due principali fazioni interne alla Res publica (degli Optimates e dei Populares) ed una guerra sociale non fosse stata del tutto condotta a termine. Si procedette, quindi, a decretare a quale dei due consoli, sarebbe spettato il governo della provincia d'Asia, e questa toccò in sorte a Lucio Cornelio Silla. Si procedette quindi a raccogliere un ingente quantità di oro (si parla di circa 90000 libbre) per i preparativi bellici.
Mitridate, preso possesso della maggior parte dell'Asia Minore, dispose che tutti coloro, liberi o meno, che parlavano una lingua italica, fossero barbaramente trucidati, non solo quindi i pochi soldati romani rimasti a presidio delle guarnigioni locali. 80000 tra cittadini romani (o addirittura 150000) e non, furono massacrati nelle due ex-province romane d'Asia e Cilicia (episodio noto come Vespri asiatici).
Compiuto il terribile eccidio, Mitridate si recò all'isola di Cos, dove fu accolto favorevolmente dagli abitanti e dove ricevette un figlio del re Tolomeo X Alessandro, il sovrano regnante d'Egitto, che era stato lasciato lì dalla nonna, Cleopatra III, insieme ad una grande somma di denaro. Dai tesori di Cleopatra, inviò grandi ricchezze, opere d'arte, pietre preziose e una grande quantità di denaro per il regno del Ponto. Più tardi Mitridate dispose l'esenzione di ogni tributo per i cinque anni successivi dei nuovi territori conquistati e divise il regno in tre parti, prendendo egli stesso il comando dell'ex-provincia asiatica. Lasciava invece a due satrapi il controllo di Cappadocia e Ponto.
E dopo aver lungamente posto sotto assedio Rodi inutilmente, abbandonò l'isola per sottomettere una città licia chiamata Patara, cominciando a disboscare un bosco lì vicino dedicato alla dea Latona, per ottenere il materiale necessario per le sue macchine da guerra, fino a quando fu avvertito in sogno di risparmiare gli alberi sacri. Frattanto Pelopida partì per continuare la guerra contro i Lici, mentre Archelao fu inviato sul finire dell'anno in Grecia per guadagnare alla causa di Mitridate nuovi alleati, persuadendoli anche con la forza. E dopo aver disposto tutto ciò Mitridate dedicò il tempo invernale all'addestramento delle truppe, costruendo nuove armi, allestendo un tribunale per giudicare tutti coloro che erano accusati di cospirare contro di lui o che avessero incitato alla rivolta per favorire un ritorno dei Romani in Asia Minore, ed anche divertendosi con la nuova moglie Stratonice.

### 87 a.C.

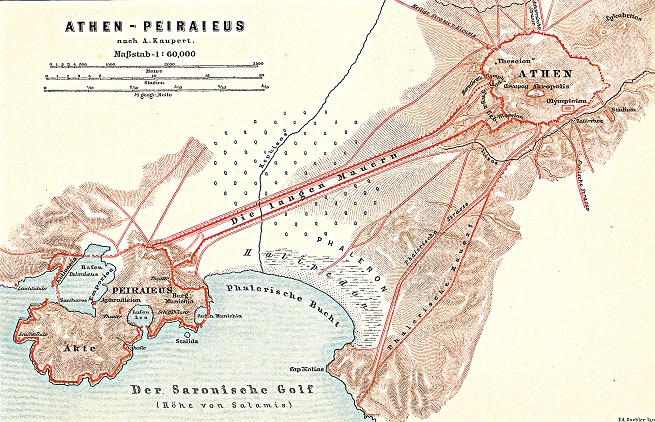
Le grandi mura della città di Atene che si estendevano fino al mare, raggiungendo il Pireo, e l'Acropoli.

La situazione precipitò ulteriormente, quando a seguito delle ribellioni nella provincia asiatica, insorse anche l'Acaia. Il governo della stessa Atene, formato da un'oligarchia di mercanti di schiavi e proprietari di miniere, fu rovesciato da un certo Aristione, che poi si dimostrò a favore di Mitridate, meritandosi dallo stesso il titolo di amico. Il re del Ponto appariva ai loro occhi come un liberatore della grecità, quasi fosse un nuovo Alessandro Magno.
Nel corso dell'inverno dell'88/87 a.C. infatti, la flotta pontica, sotto la guida dell'ammiraglio Archelao, invadeva Delo (che si era ribellata ad Atene), ne uccideva 20000 dei suoi abitanti, molti dei quali erano Italici, e restituiva tutte le sue roccaforti agli Ateniesi. In questo modo Mitridate sperava di ottenere l'alleanza degli Ateniesi, inviando loro anche il tesoro sacro dell'isola appena conquistata, con una delegazione affidata all'ateniese Aristione e 2000 soldati circa. Il successo della missione portò a Mitridate nuove alleanze oltre che tra gli Achei, anche tra Lacedemoni e Beoti (tranne la città di Thespiae, che fu subito dopo stretta d'assedio). Allo stesso tempo, Metrofane, che era stato inviato da Mitridate con un altro esercito, devastò i territori dell'Eubea, oltre al territorio di Demetriade e Magnesia, che si erano rifiutate di seguire il re del Ponto. Gli alleati Parti invece, lungo il fronte orientale, attraversavano l'Eufrate e invadevano il regno seleucide di Siria. La morte improvvisa del loro re Mitridate II di Partia, metteva però fine alla loro offensiva.
Il grosso delle armate romane non poté intervenire in Acaia, se non ad anno inoltrato, a causa dei difficili scontri interni tra la fazione dei populares, capitanate da Gaio Mario, e quella degli optimates, condotta da Lucio Cornelio Silla. Alla fine ebbe la meglio quest'ultimo, il quale ottenne che venisse affidata a lui la conduzione della guerra contro il re del Ponto.
Va ricordato però, che un primo timido intervento era stato fatto in precedenza da parte del vice-governatore della provincia romana di Macedonia, Quinto Bruzzio Sura, il quale si diresse contro Metrofane con un piccolo esercito, e con lo stesso ebbe uno scontro navale, dove riuscì ad affondare una grossa nave ed una hemiolia (tipo di galea greca per il trasporto di truppe), oltre ad uccidere tutti coloro che si trovavano a bordo di queste imbarcazioni. Poi continuò la sua navigazione facendo irruzione nel porto dell'isola di Skiathos, covo di pirati, dove crocifisse gli schiavi e tagliò le mani dei liberti che lì si erano rifugiati. Poi rivolse il suo piccolo esercito contro la Beozia, dopo aver ricevuto rinforzi per 1000 armati tra cavalieri e fanti dalla Macedonia. Vicino a Cheronea fu impegnato in battaglia per ben tre giorni contro Archelao ed Aristione, senza che nessuna delle due parti potesse prevalere sull'altra. Quando Lacedemoni ed Achei vennero in aiuto delle truppe mitridatiche, Bruzzio preferì ritirarsi al Pireo, fino a quando Archelao non si avvicinò con la sua flotta e ottenne la resa anche di questa località.

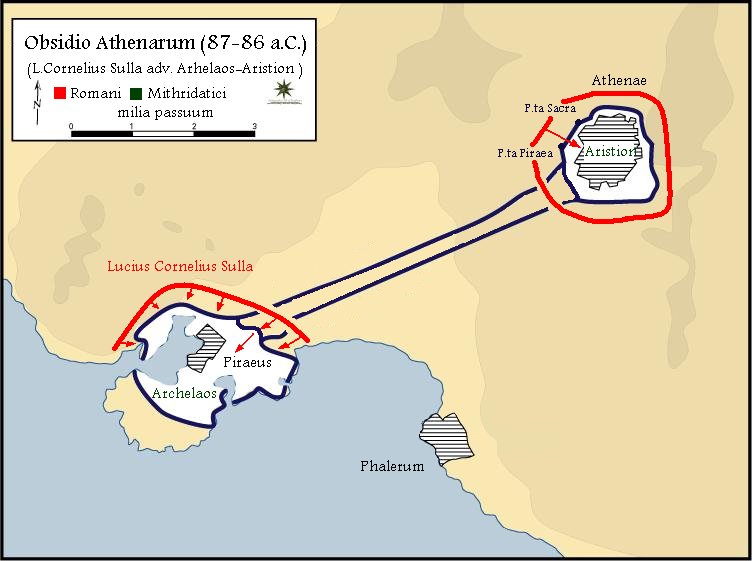
Le fasi finali dell'assedio di Atene.

Tutto ciò avveniva mentre Lucio Cornelio Silla stava addestrando ed arruolando l'esercito, per recarsi in Oriente a combattere Mitridate VI. Vi è da aggiungere che Gaio Mario, avendo ancora l'ambizione di essere lui, e non Silla, a guidare l'esercito romano contro il re del Ponto, era riuscito a convincere il tribuno Publio Sulpicio Rufo a convocare una seduta straordinaria del Senato per annullare la precedente decisione di affidare il comando a Silla. Quest'ultimo, appresa la notizia, accampato in quel momento nell'Italia meridionale in attesa di imbarcarsi per la Grecia, prese una decisione grave e senza precedenti: scelse le 6 legioni a lui più fedeli e, alla loro testa, si diresse verso Roma stessa. Nessun generale, in precedenza, aveva mai osato violare con l'esercito il perimetro della città (il cosiddetto pomerio). Mario e i suoi seguaci fuggirono dalla città, mentre Silla, agendo dalla posizione di forza in cui oramai si trovava, si rivolse al Senato in tono risentito, atteggiandosi addirittura a vittima di una congiura, probabilmente per giustificare la presa della città con la forza delle armi. Infine, dopo avere preso opportuni provvedimenti compiendo una prima strage dei suoi oppositori, tornò a Capua, pronto ad imbarcarsi con l'esercito per l'imminente campagna militare. Egli passò quindi in Epiro con cinque legioni e poche coorti di truppe di cavalleria, chiedendo subito denaro, rinforzi ed approvvigionamenti da Etolia e Tessaglia. Non appena ebbe rifocillato le truppe, mosse in direzione di Archelao, pronto ad attaccarlo. E mentre stava attraversando il paese, tutta la Beozia si unì a lui, tranne pochi, tra cui la grande città di Tebe.
L'obbiettivo rimaneva Atene, che poco dopo fu assediata lungamente, fino a quando la città ed il porto del Pireo, non caddero nelle mani del proconsole romano. Si racconta che appena giunto in prossimità della città, divise l'armata in due parti: con una si diresse ad assediare Aristione ad Atene, con l'altre, da lui personalmente diretta, decise di attaccare il Pireo, dove Archelao si era rifugiato. L'altezza delle mura qui era di circa venti metri, costruite con grandi pietre quadrate al tempo di Pericle, durante la guerra del Peloponneso. Silla sapeva che una vittoria sul Pireo avrebbe gettato nello sconforto la vicina Atene ed il resto della Grecia.
E mentre Silla era impegnato nell'assedio di Atene e del Pireo, Appiano di Alessandria ci racconta che:
- un suo legato, Lucio Licinio Lucullo, si recò segretamente ad Alessandria d'Egitto ed in Siria, per procurarsi le navi necessarie, oltre a rivolgersi a tutti i re e le città che erano rinomate per le loro capacità nei commerci marittimi, compresa Rodi stessa. Lucullo, che non temeva di essere intercettato dalla flotta nemica, partì su una nave a vela, passando poi da una nave all'altra, al fine di nascondere i suoi movimenti, ed arrivò finalmente ad Alessandria.[67]
- un altro suo legato, un certo Minucio, che si trovava nei pressi di Calcide, riuscì a ferire Neottolemo, generale di Mitridate, uccidendo 1500 dei suoi uomini, e prendendo un numero di prigionieri ancora più grande.[68]
- Arcatia[14] (o Ariarate IX[15]), figlio di Mitridate, a capo di un altro esercito proveniente dalla Tracia,[15] invase la Macedonia, battendo un esercito romano che gli era andato incontro, e soggiogò l'intera provincia romana. Egli poi nominò nuovi satrapi per governare i nuovi territori, ma nell'avanzata verso sud che seguì, per prestare soccorso ad Archealo contro Silla, si ammalò e morì nei pressi Tisaeo.[14]

### 86 a.C.
Caduta Atene nel marzo di quest'anno, e poco dopo il vicino porto del Pireo, il generale romano vendicò l'eccidio asiatico di Mitridate, compiuto su Italici e cittadini romani, compiendo un'autentica strage nella capitale achea:
(Appiano, Guerre mitridatiche, 38.)

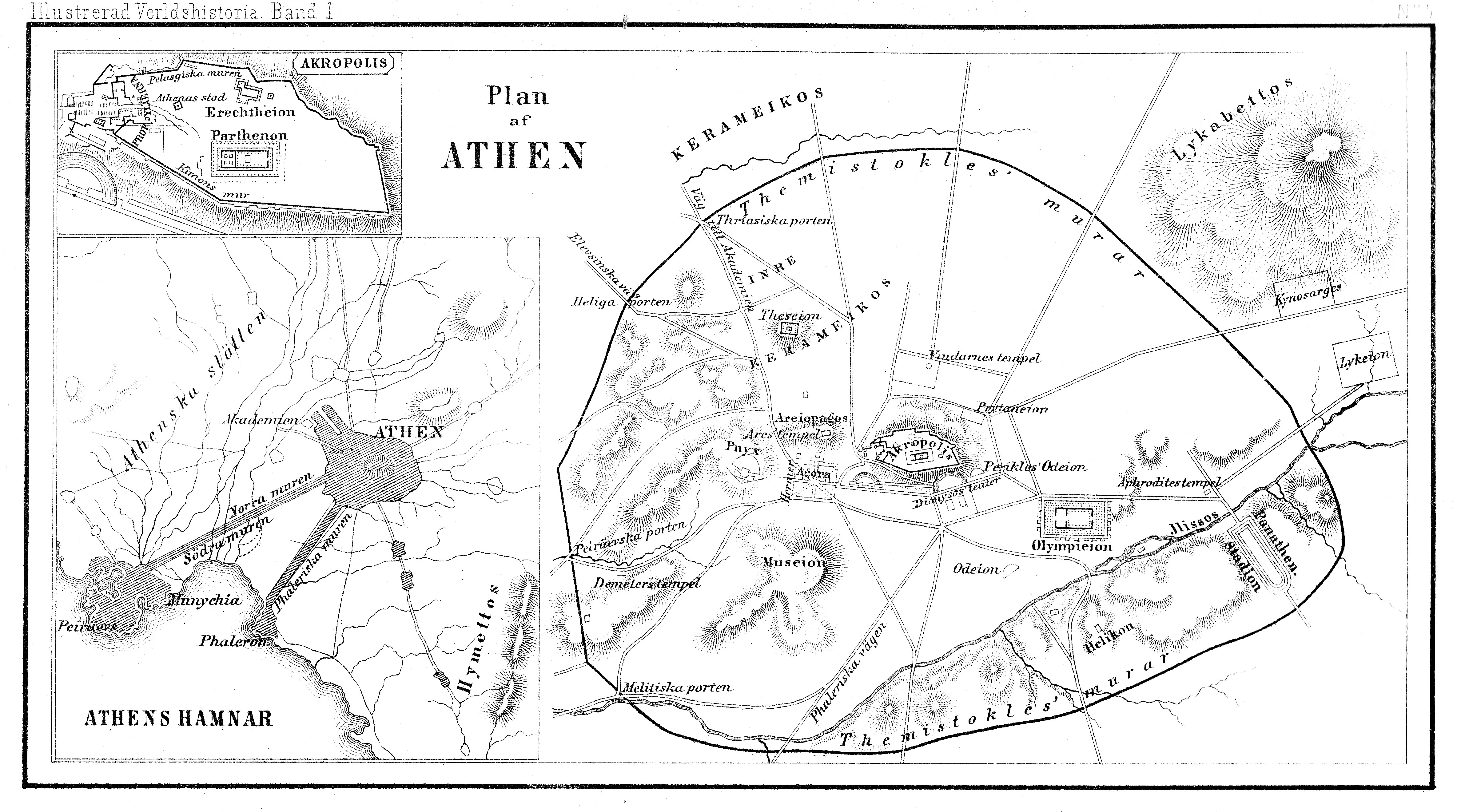
La città di Atene con l'Acropoli, e le mura che la collegavano al vicino Pireo.

Silla proibì, invece, l'incendio della città, ma permise ai suoi legionari di saccheggiarla. In molte case trovarono carne umana, da preparare come cibo. Il giorno seguente il comandante romano vendette il resto della popolazione come schiavi. Ai liberti che erano sfuggiti alla strage della notte precedente in un numero molto ridotto, promise loro la libertà, ma gli tolse il diritto di elettori, poiché gli avevano fatto la guerra. Le stesse condizioni furono quindi estese alla loro stessa prole.
Questo fu il risultato finale degli orrori che furono compiuti ad Atene. Silla pose, quindi, una serie di posti di guardia intorno all'Acropoli, costringendo più tardi lo stesso Aristione e le poche milizie a sua disposizione ad arrendersi per fame. Il generale romano, infine, stabilì la pena di morte per il tiranno greco e per tutti quelli che, avendone l'autorità o lo status di cittadino romano, si erano ribellati alle leggi provinciali romane. Silla al contrario perdonò tutti loro a cui le leggi romane, in precedenza, non erano state applicate. Chiese poi come risarcimento del danno di guerra, circa venti chili di oro e 600 libbre d'argento, prelevandole dal tesoro dell'Acropoli.

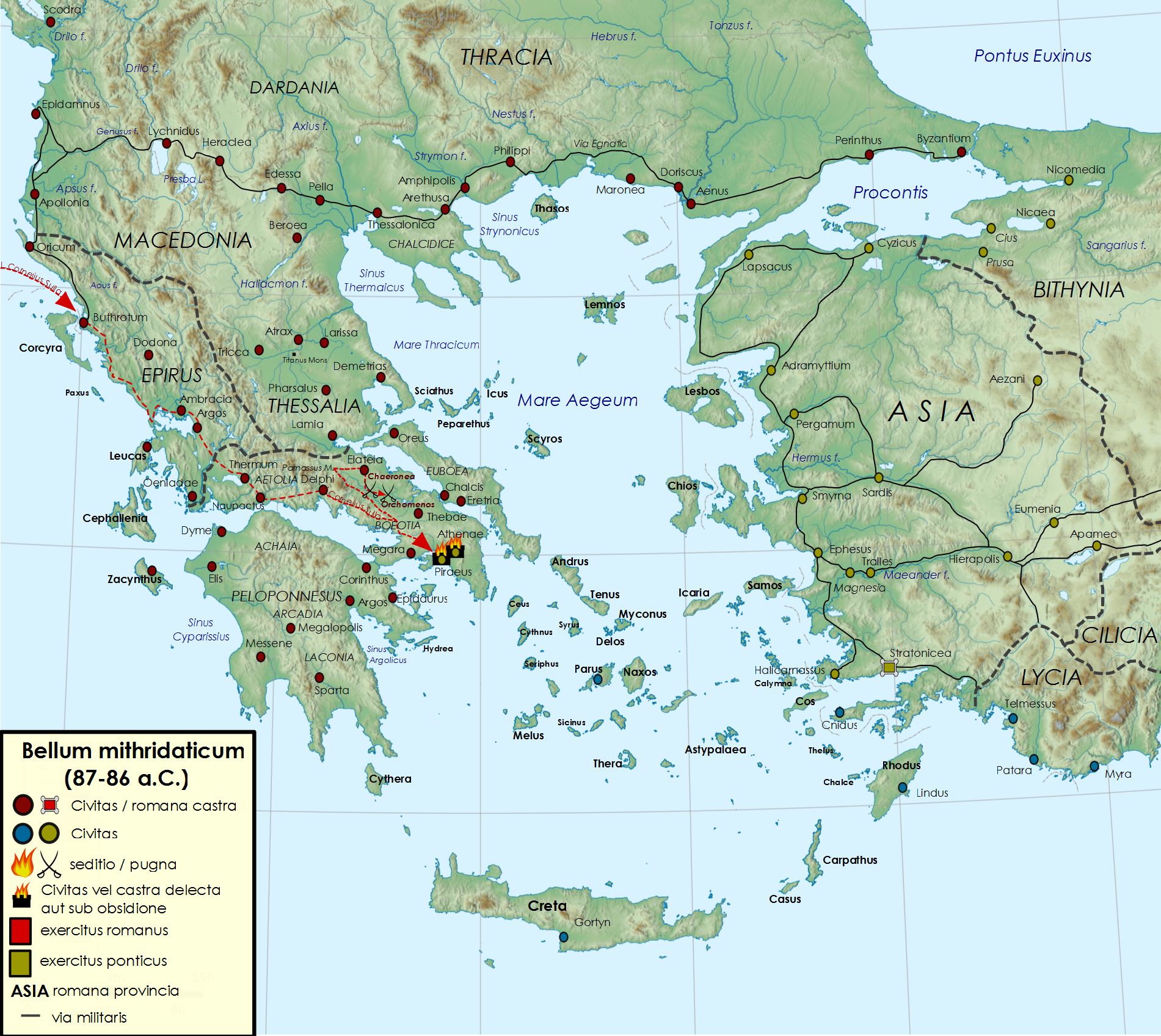
Gli anni cruciali (87-86 a.C.) della prima guerra mitridatica: dalla prima battaglia di Cheronea (dell'87 a.C.), all'assedio di Atene, alla seconda battaglia di Cheronea (dell'86 a.C.), fino a quella di Orcomeno.

Poco dopo fu la volta del porto di Atene del Pireo. Appiano di Alessandria ci racconta che:
(Appiano, Guerre mitridatiche, 40.)
Da qui Archelao decise di fuggire in Tessaglia, attraverso la Beozia, dove portò ciò che era rimasto della sua iniziale armata, radunandosi presso le Termopili con quella del generale di origine tracia, Dromichete (o Tassile secondo Plutarco). Quest'ultimo aveva raccolto sotto di sé un esercito composto da 100000 fanti e 10000 cavalieri, che aveva invaso la Macedonia sotto Arcatia, figlio del re Mitridate, ed aveva ricevuto ulteriori reclute da Mitridate, che non aveva mai cessato di inviare rinforzi. E mentre Archelao fuggiva dal Pireo, Silla bruciò quanto rimaneva delle fortificazioni del porto di Atene, il quale a conti fatti, gli aveva procurato più problemi della stessa capitale greca, non risparmiando neppure l'arsenale, il porto della flotta e qualsiasi altro dei suoi famosi edifici.
Il generale romano decise quindi di inseguire il nemico, che affrontò poco a nord, dove ottenne una prima vittoria campale nella battaglia di Cheronea, dove secondo Tito Livio caddero ben 100000 armati del regno del Ponto, 110000 secondo Appiano di Alessandria, rimanendone comunque in vita solo 10000. Mitridate, preoccupato da questa sconfitta, procedette ad arruolare un nuovo immenso esercito pari al primo e a far arrestate coloro i quali erano sospettati di tramare alle sue spalle. Per prima cosa mandò a morte i tetrarchi della Galazia con mogli e figli, sia quelli che si erano dimostrati a lui alleati, sia quelli che non si erano schierati dalla sua parte, a parte tre che riuscirono a fuggire. Confiscò, quindi, i loro beni, ponendo numerosi presidi nelle loro città e nominando un certo Eumachus satrapo di queste nuove acquisizioni territoriali. Ma uno dei tetrarchi, che era riuscito a fuggire, tornò con un esercito e riuscì a cacciare nuovamente le armate mitridatiche, non riuscendo però a recuperare il bottino razziato in precedenza. Poi fu la volta degli abitanti dell'isola di Chio, i quali avevano attaccato accidentalmente la nave reale nel corso della battaglia combattuta nei pressi di Rodi. A questi sequestrò i beni prima che fuggissero da Silla, occupò le mura e le porte della città grazie al suo generale Zenobio che lì aveva inviato, impose loro una multa di 2000 talenti ed infine deportò l'intera popolazione nel Ponto Eusino. Gli abitanti di Efeso, una volta giunto presso di loro Zenobio, non gli permisero di entrare in città se non con un paio di assistenti, non aspettandosi nulla di buono dallo stesso. Poi lo arrestarono e misero a morte, disponendo il presidio dell'intera cerchia muraria, nel timore di un imminente attacco delle truppe mitridatiche. Altre città, come Tralles, Hypaepa in Lidia, Metropolis in Ionia, decisero di ribellarsi al dominio di Mitridate, per il timore di seguire il destino di Chio. Il re del Ponto inviò, allora, un esercito contro i ribelli e inflisse punizioni terribili a tutti coloro che catturò, ma poiché temeva altre defezioni, concesse la libertà alle città greche, proclamando la cancellazione dei loro debiti, dando loro il diritto di cittadinanza e liberando gli schiavi. Nel frattempo un gruppo di suoi dignitari, tutti intimi del re (un certo Minnio, Filotimo di Smirne, Clistene ed Asclepiodoto di Lesbo), ordirono contro lo stesso un complotto, sventato da Mitridate grazie al tradimento dello stesso Asclepiodoto, uno dei congiurati. I traditori furono tutti messi a morte, e molti altri furono sospettati di aver preso parte al progetto, tanto che ottanta cittadini di Pergamo furono anch'essi catturati, come pure in altre città. Appiano di Alessandria racconta che il re mandò spie ovunque, pronte a denunciare i loro nemici. In questo modo circa 1500 uomini persero la vita. Alcuni di questi accusatori furono in seguito catturati da Silla e messi dallo stesso a morte, costretti al suicidio o a fuggire con Mitridate nel Ponto.

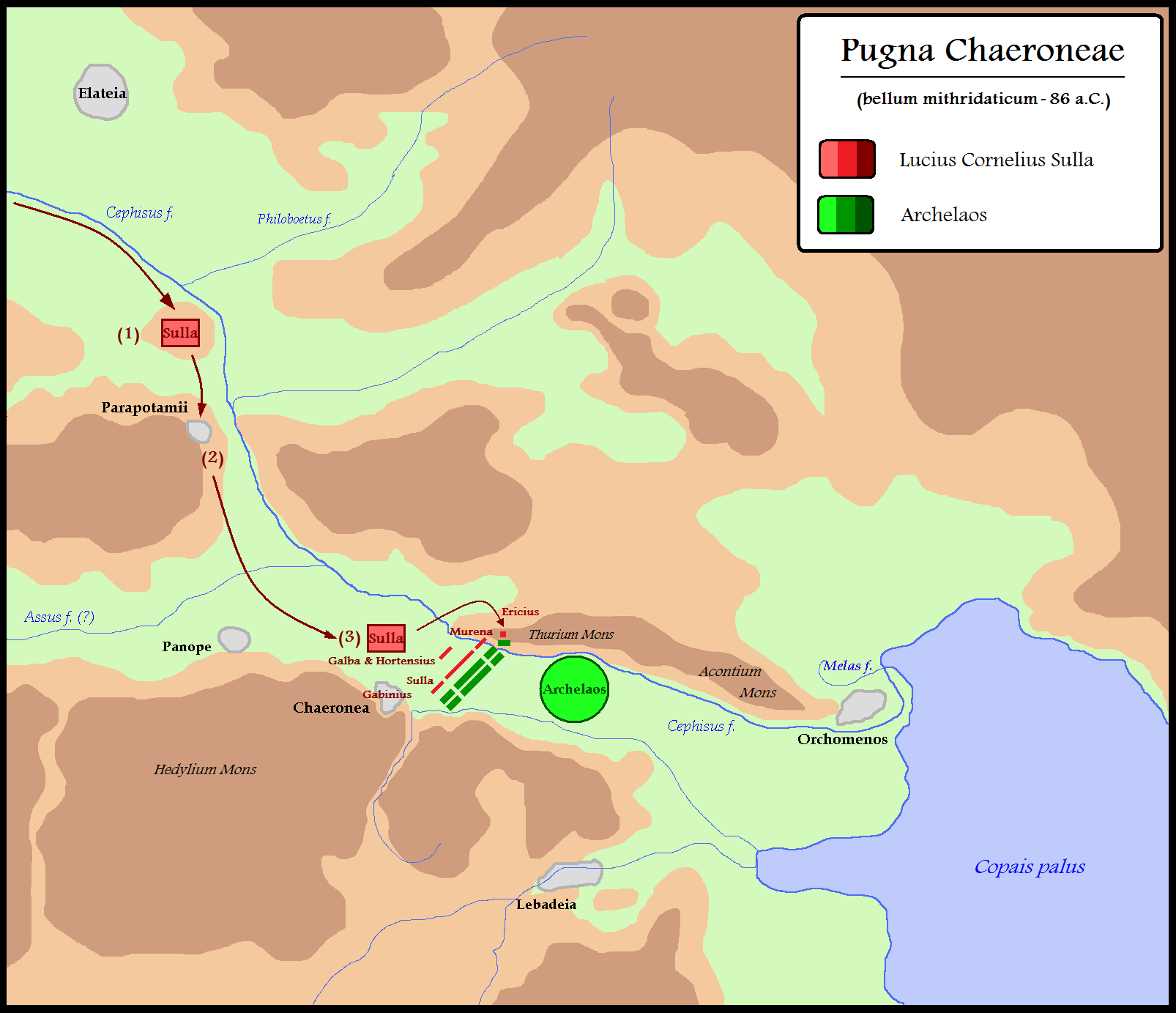
Mappa dei movimenti delle armate romane, prima e durante la battaglia combattuta presso Cheronea.

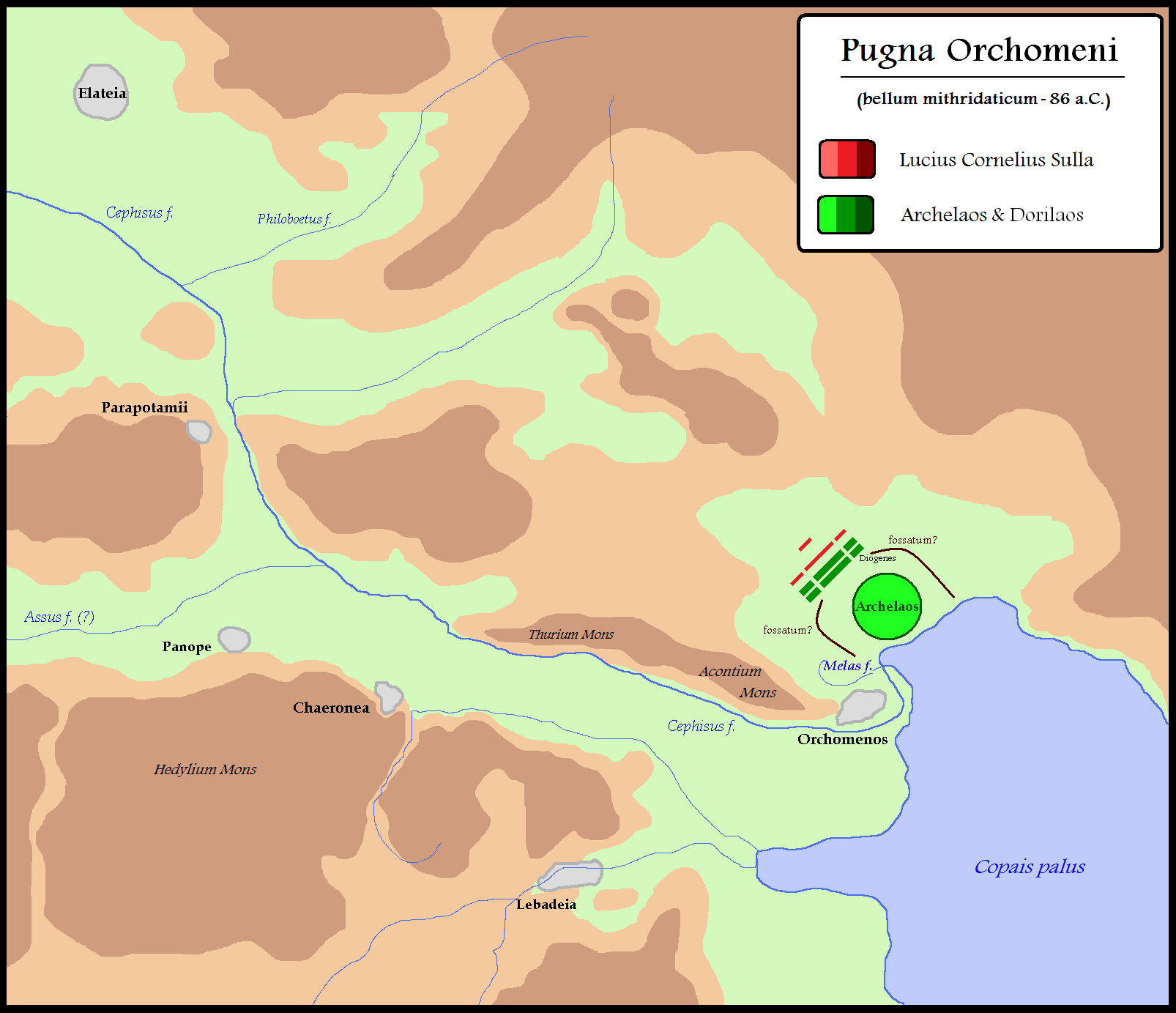
Mappa dei movimenti delle armate romane, durante la battaglia combattuta presso Orchomenos.

Poco dopo i resti dell'armata mitridatica unitisi ad una nuova di altri 80000, veniva annientata ad Orcomeno, località non molto distante da Cheronea. Il giorno successivo alla vittoria, Silla distribuì ricompense al valore ai suoi soldati. Riprese quindi la sua marcia portando devastazione in Beozia, che si era schierata prima dalla parte di uno e poi dell'altro, per poi trasferirsi in Tessaglia dove decise di porre i suoi quartieri d'inverno, in attesa che il suo legato, Lucio Licinio Lucullo gli portasse la flotta. Ma non ricevendo alcuna notizia di Lucullo, decise di iniziare egli stesso ad approntare la flotta, disponendone la costruzione. E mentre accadeva tutto ciò in Grecia, a Roma Silla era dichiarato nemico pubblico da Gaio Mario e Cinna. Le sue abitazioni cittadine e di campagna venivano distrutte e i suoi amici messi a morte.
Tito Livio aggiunge che, dopo questa seconda terribile sconfitta, Archelao preferì consegnarsi al proconsole romano con l'intera flotta regia, mentre Mitridate puniva le città che si erano ribellate a lui dopo la sconfitta di Orcomeno. Frattanto il console Lucio Valerio Flacco, collega di Lucio Cornelio Cinna, fu inviato a succedere a Silla in Grecia ed Asia con due nuove legioni.

### 85 a.C.
Agli inizi dell'anno, il prefetto della cavalleria, Flavio Fimbria, fece uccidere il proprio proconsole, Lucio Valerio Flacco, a Nicomedia dopo averlo costretto a fuggire da Bisanzio, prendendone il comando, acclamato dalle truppe imperator. Si era poi diretto contro le armate di Mitridate in Asia, uscendone vincitore. Riuscì infatti a conquistare la nuova capitale di Mitridate, Pergamo, e una volta stretto d'assedio il re presso Pitane, poco mancò che non lo facesse prigioniero, quando il re del Ponto riuscì a fuggire a Mitilene su una nave. Espugnò e distrusse con l'inganno la città di Troia che aveva ottenuto la protezione di Silla e riconquistò gran parte dell'Asia.

Il primo incontro per impostare tra le parti una trattativa di pace, avvenne tra Lucio Cornelio Silla e Archelao al largo di Delio in Beozia (pallino arancione).

Sebbene non fossero state vittorie decisive ai fini della guerra, a causa della situazione che si andava delineando a Roma con il ritorno al potere dei mariani, Silla decise accettare di trattare la pace con il re del Ponto. Appiano di Alessandria e Plutarco ci raccontano che l'iniziativa fu presa da Mitridate, il quale inviò il suo fidato generale Archelao a trattare con il consolare romano. L'incontro avvenne su una nave al largo di Delio, nei pressi del santuario di Apollo:
(Appiano, Guerre mitridatiche, 54.)
Plutarco aggiunge che Archelao chiese a Silla di abbandonare l'Asia e Ponto e navigare verso l'Italia e Roma per disputare la sua guerra, in cambio avrebbe ricevuto da Mitridate, denaro, triremi e armati a volontà.
Ed infatti poiché Silla non disponeva ancora di alcuna nave, oltre tutto da Roma non era arrivato denaro o qualsiasi altra forma di aiuto [a lui], ma al contrario era stato dichiarato nemico pubblico; poiché Silla aveva già speso i soldi che aveva preso dai templi della Pizia, di Olimpia e di Epidauro, in cambio dei quali egli aveva loro assegnato la metà del territorio di Tebe, a causa delle sue frequenti defezioni, ma soprattutto poiché aveva la necessità di far ritorno a Roma con il suo esercito contro la fazione a lui ostile dei populares, acconsentì alla proposta del re del Ponto di raggiungere un accordo di pace.
(Appiano, Guerre mitridatiche, 54.)
Poi Silla aggiunse:
(Appiano, Guerre mitridatiche, 55.)
Ma Archelao, mentre Silla stava ancora parlando, respinse l'offerta con indignazione, dicendo che non avrebbe mai tradito il suo re, il quale aveva posto sotto il suo comando un esercito, e replicò: 
(Appiano, Guerre mitridatiche, 55.)

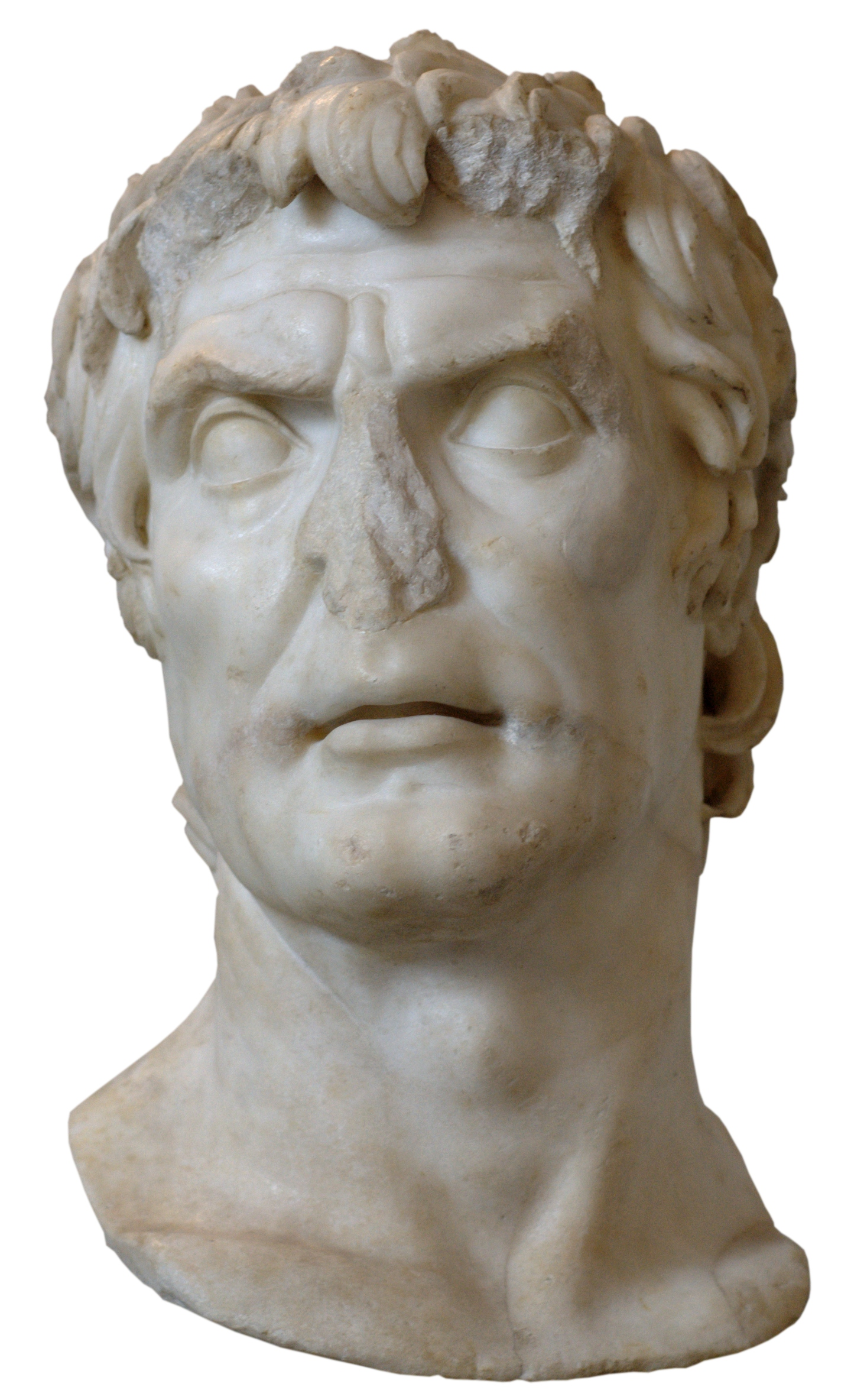
Busto di Lucio Cornelio Silla.

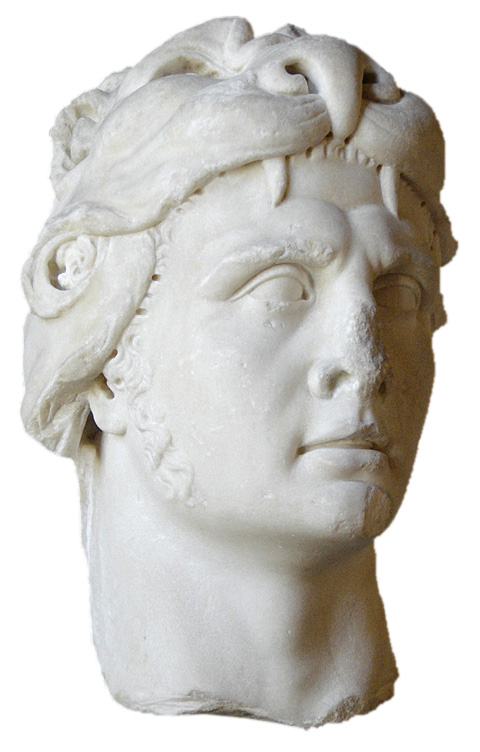
Mitridate raffigurato in una statua romana del I secolo, oggi al museo del Louvre.

Silla allora dettò le sue condizioni di pace:
(Appiano, Guerre mitridatiche, 55.)
Plutarco aggiunge alle condizioni riportate poco sopra da Appiano, il ripristino sul trono di Cappadocia, di Ariobarzane I, e su quello di Bitinia, di Nicomede IV; il versamento ai Romani di 2000 talenti, la consegna di 70 navi con le prore di bronzo, complete di equipaggiamento.
Queste furono le condizioni che Silla offrì. Archelao si ritirò velocemente da quei luoghi e sottopose tutte le condizioni della resa a Mitridate. Frattanto Silla decise di marciare contro Eneti, Dardani, Sinti e Maedi popolazioni che abitavano lungo i confini della provincia di Macedonia, che in passato avevano invaso ripetutamente i territori romani, e ne devastò i loro villaggi. In questo modo egli mantenne i suoi soldati in esercizio e li rese ricchi allo stesso tempo, in attesa della risposta del re del Ponto.
Gli ambasciatori di Mitridate, insieme ad Archealo, tornarono da Silla con la risposta e si incontrarono a Filippi: il re del Ponto accettava tutte le condizioni del trattato di pace ad eccezione di quelle relative alla Paflagonia. Gli emissari del re aggiungevano che Mitridate avrebbe ottenuto condizioni migliori se avesse negoziato con il console Lucio Valerio Flacco. La cosa offese non poco Silla, il quale disse agli emissari del re che avrebbe raggiunto Mitridate in Asia per capire se voleva veramente la pace o la guerra. Secondo Plutarco fu lo stesso Mitridate a richiedere l'incontro a causa dell'attività bellica di Fimbria in Asia. Cercava in Silla un alleato.
Il comandante romano marciò, quindi, attraverso la Tracia, via Cypsella, dopo aver inviato Lucio Licinio Lucullo ad Abido, giunto da poco, dopo aver rischiato più volte di essere catturato da parte dei pirati. Quest'ultimo era riuscito a raccogliere una flotta composta da navi provenienti da Cipro, Fenicia, Rodi e Panfilia. Aveva devastato gran parte delle coste nemiche scontrandosi con le navi pontiche. E mentre Silla avanzava da Cypsella, Mitridate marciava da Pergamo. A circa metà strada, a Dardano nella Troade, si incontrarono per una conferenza di pace. Ognuno di loro aveva con sé una piccola forza militare: Mitridate 200 navi ad un solo ordine di remi, 20000 opliti, 6000 cavalieri ed un grosso nucleo di carri falcati; Silla invece, 4 coorti e 200 cavalieri. Mitridate cominciò a parlare, raccontando di suo padre, della sua amicizia ed alleanza con i Romani. Poi accusò ambasciatori e generali romani di averlo provocato, procurandogli un danno, avendo messo sul trono di Cappadocia Ariobarzane I, privandolo poi della Frigia, e dando ragione al re Nicomede IV di Bitinia. Egli giustificò così il suo attacco alle province romane come legittima difesa, dovuto più ad una necessità che ad una sua reale volontà.

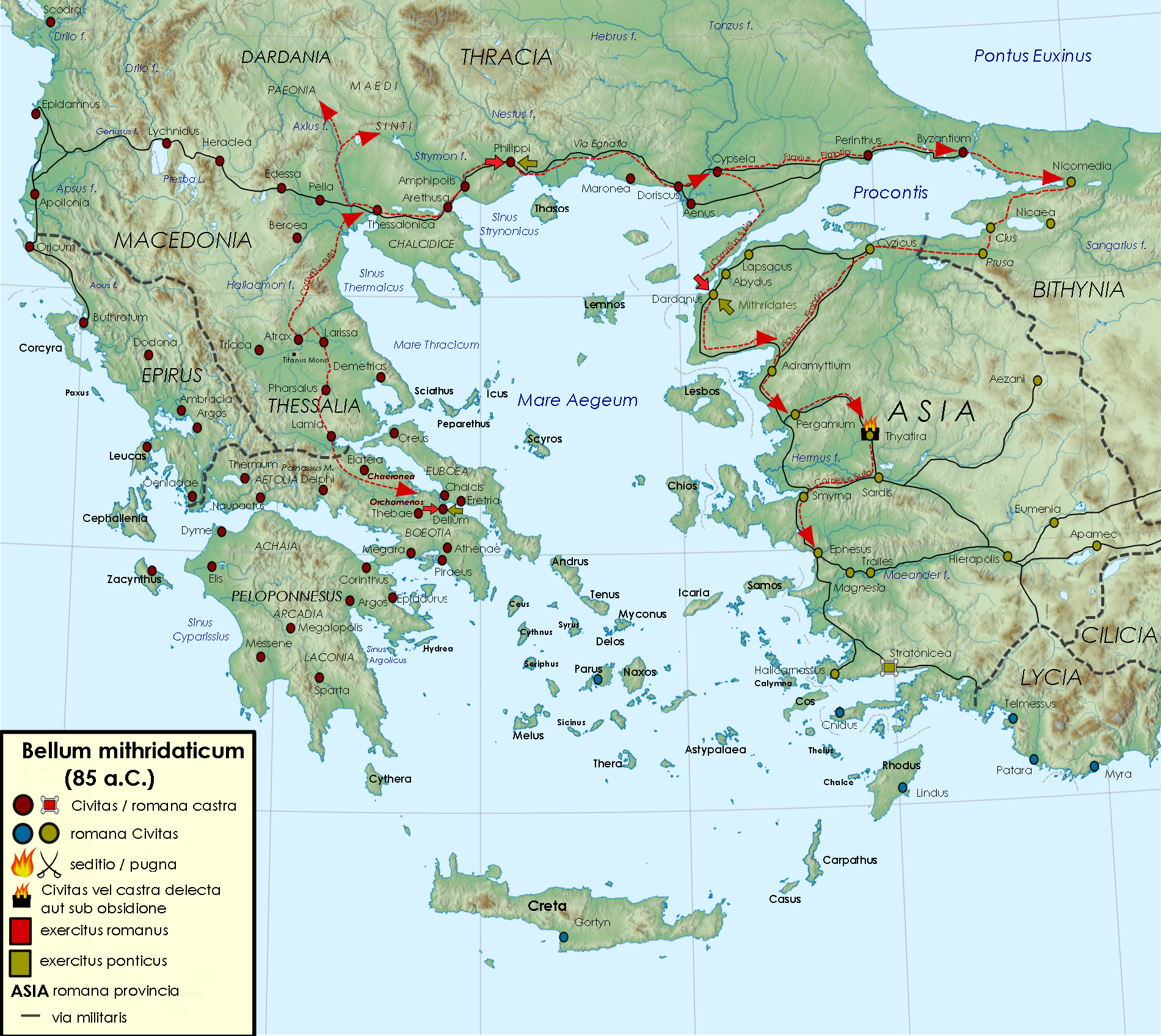
Il quinto anno di guerra (85 a.C.) della prima guerra mitridatica. In evidenza: gli incontri tra Silla e Archelao, prima a Delio e poi a Filippi; tra Silla e Mitridate a Dardano; lo scontro tra Silla e Flavio Fimbria presso Tiatira.

La pace fu sancita dopo un acceso incontro tra il sovrano del Ponto e Silla nei pressi di Dardano, e costrinse Mitridate a ritirarsi da tutti i domini antecedenti la guerra, ottenendo in cambio di essere ancora una volta considerato "amico del popolo romano". Un espediente per Silla, per poter tornare nella capitale a risolvere i suoi problemi personali, interni alla Repubblica romana.
(Velleio Patercolo, Historiae Romanae ad M. Vinicium libri duo, II, 23.6.)
(Floro, Compendio di Tito Livio, I, 40.11-12.)
Subito dopo Silla decise di occuparsi di Fimbria, portandosi a soli 400 metri dal suo accampamento (nei pressi di Tiatira) e gli ordinò di consegnare il suo esercito ed arrendersi. Se in un primo momento Fimbria provò a resistere, rispondendo che nessuno dei due comandanti era in possesso di un comando legittimo, successivamente, quando Silla decise di procedere alla costruzione di una linea di circonvallazione intorno al campo di Fimbria, il fatto che molti dei suoi soldati preferirono disertare piuttosto che combattere contro altri cittadini romani, lo gettarono nel più profondo sconforto. Alla fine Fimbria, persa la stima e l'obbedienza da parte dei suoi soldati, ottenne da Silla l'autorizzazione a lasciare liberamente il suo accampamento, esonerato da ogni forma di comando. Recatosi a Pergamo, colto da una profonda disperazione, preferì darsi la morte nel tempio di Esculapio. Secondo invece Plutarco, Fimbria si diede la morte all'interno del suo campo. Silla ne dispose la sepoltura e poi inviò il suo legato, Curione, a rimettere sul trono di Bitinia, Nicomede IV, e su quello di Cappadocia Ariobarzane I.
Il comandante romano decise, infine, di imporre alla provincia d'Asia una multa pubblica di 20000 talenti, rovinando anche le singole famiglie, a causa degli oltraggi ed insolenza dei soldati acquartierati presso di loro.

## Conseguenze

### Reazioni immediate
Silla trascorse i successivi due anni, prima in Asia e poi in Grecia, a riorganizzare le province e le sue forze militari, prima di rientrare in Italia. Egli, infatti, una volta conclusa la pace: 
- Ebbe un secondo incontro con gli ambasciatori del re dei Parti, i quali gli predissero che "divina sarebbe stata la sua vita e la sua fama".[111]
- Concesse la libertà agli abitanti di Ilium, Chios, Licia, Rodi, Magnesia e tante altre città, come ricompensa per la loro cooperazione o per quello che avevano sofferto con coraggio, e concesse loro l'amicizia del popolo romano.[112]
- Distribuì il suo esercito tra le città rimanenti ed emise un proclama secondo il quale, gli schiavi che erano stati liberati da Mitridate, dovevano subito far ritorno dai loro padroni. E poiché molti disubbidirono, comprese alcune città, seguirono numerosi massacri di uomini liberi e schiavi. Le mura poi di molte città furono demolite. Molte altre furono saccheggiate e i loro abitanti venduti come schiavi.[112]
- Fece pagare un'ingente tassa, pari a 5 annualità, alla città di Efeso, che aveva servito il re del Ponto in modo adulatorio,[112] ma soprattutto per il peggior massacro compiuto contro gli Italici, dove non furono risparmiate né donne né bambini e neppure quelle persone che si erano rifugiate nei templi.[113]
- Salpò da Efeso agli inizi dell'84 a.C. e si trasferì in Grecia,[114] prima al Pireo e poi ad Atene, dove fu iniziato ai misteri.[115]
- Verso la fine dell'84 a.C. attraversò la Tessaglia e la Macedonia e fece i preparativi per il suo rientro in Italia da Durazzo, con una flotta di 1200 navi.[116]
- La traversata avvenne nella primavera dell'83 a.C.[114] e lo sbarco avvenne a Taranto[117] con 30000 armati,[111] dove Plutarco aggiunge, vi erano ad "incontrarlo" 15 generali nemici e 450 coorti.[117]

### Impatto sulla storia
A parte una seconda fase della guerra, non particolarmente determinante ai fini della definitiva fine delle ostilità, che si combatté tra l'83 e l'81 a.C. e che vide l'esercito romano, comandato da Lucio Licinio Murena, ufficiale di Lucio Cornelio Silla, respinto dal regno del Ponto con conseguente ritiro delle armate romane dai territori di Mitridate VI, la fase risolutiva, la terza, si combatté a partire dal 75 al 63 a.C., quando, morto il re Nicomede IV di Bitinia, che lasciò il suo regno in eredità al popolo e senato romano, l'opposizione di Mitridate VI, portò ad un nuovo conflitto contro i romani.
Nella prima fase l'esercito romano era al comando di Lucio Licinio Lucullo (dal 75 al 66 a.C.), che riuscì a fermare l'avanzata di Mitridate nella Bitinia. Ma a seguito di una ribellione delle legioni romane poste sotto il comando di Lucullo, la conduzione della guerra fu affidata a Gneo Pompeo Magno (dal 66 al 63 a.C.). Pompeo condusse l'esercito romano alla vittoria, e Mitridate VI, sconfitto, nel 63 a.C. si fece uccidere. Le forze del regno del Ponto furono distrutte, il Ponto fu aggregato alla Bitinia, venendo a formare la provincia del Ponto e della Bitinia.